# AL-1 (航空機)
YAL-1
YAL-1A
- 用途：試験機
- 製造者：ボーイング社
- 運用者： アメリカ合衆国（アメリカ空軍）
- 初飛行：2002年7月18日
- 運用状況：開発中止

YAL-1はアメリカ合衆国のレーザーによるミサイル迎撃試験用の軍用機。アメリカ軍でABL（Airborne Laser、空中発射レーザー）兵器システムとして開発されているメガワット級の酸素-ヨウ素化学レーザー（COIL）を搭載し、ミサイル防衛システムにおいて、主にスカッドのような戦術弾道ミサイルをブースト段階で撃墜するために設計されたミサイル迎撃の実用試験用機である。
開発の進展に伴って、機体は従来計画のボーイングNKC-135Aに代わり、新造のボーイング747-400F型貨物機をベースに各種レーザーやターレット、管制システムを組み込んだものとなった。「YAL-1A」という呼称は、「Airborne Laser OneのA型」という意味の「AL-1A」に、実用段階前の実証試験機を示すアルファベット1文字「Y」が付いたものである。またこの機体YAL-1Aを含めた兵器システムの計画はABL計画と呼ばれる。ABL計画の下で実験機体名はYAL-1Aであるが、本項では機体のこともABLと呼ぶ。

## 概要

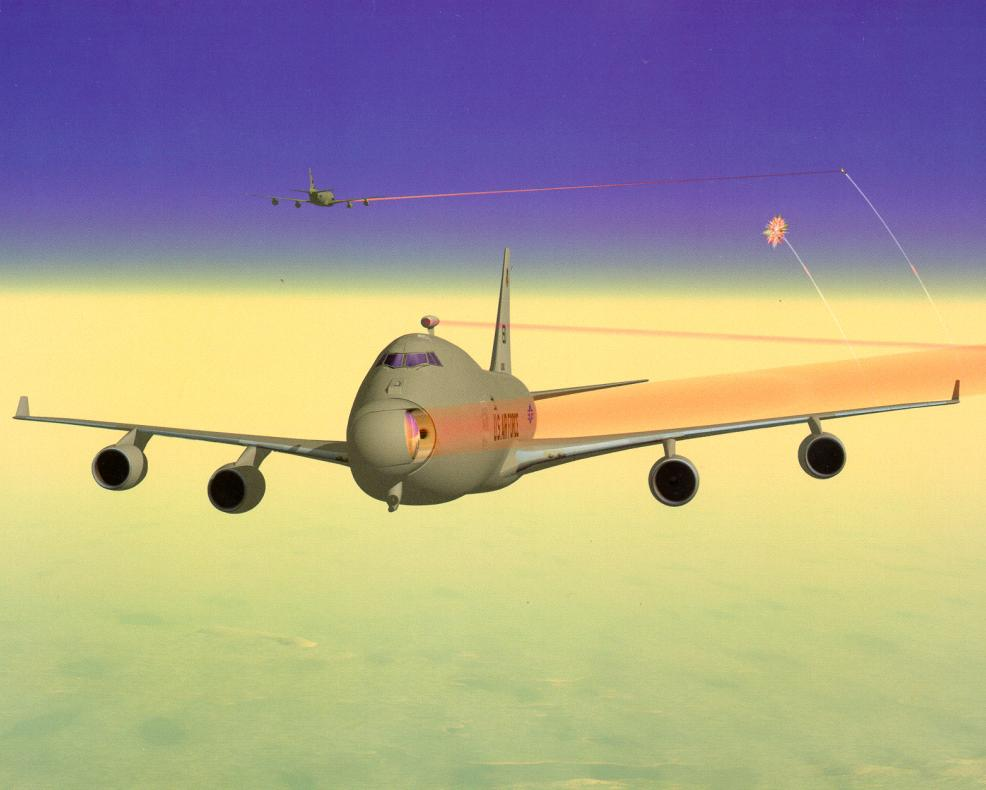
YAL-1Aによる弾道ミサイル撃墜の想像図

地上実験では1980年代にごく低出力の実験がおこなわれた。
1980年代に低出力の初期の飛行実験がボーイングNKC-135Aを使用して、いくつかのミサイルを撃墜することに成功している。2002年には新しい機体が初飛行を行い、2006年にはCOILの地上試射において、必要な出力を必要な時間照射することに成功した。2007年時点では、機体は追跡レーザーと標識照射レーザーを組み込んだ状態で飛行し、実際に飛行中の目標を追尾する試験を行った。
また、ミサイルのみならず敵航空機に対してアウトレンジ攻撃を行う、すなわち『航空機 VS 航空機の戦闘』を行う、戦闘機として運用する思想もある。
ABLでは、ミサイルを焼き切ったり、崩壊させたりするわけではなく、ミサイル表面に熱を加えることで表面を弱らせ、飛翔中の圧力で機能不全を引き起こさせる。これが上手くいくことが実証されれば、7機のAL-1Aが導入され、2つの戦場に対応できるようになる予定である。
当初は2008年の運用が予定されていたが、開発の難航から計画は再検討された。計画では、2008年中に試作機により試験用のミサイルの撃墜が試みられ、この試験が終わるまで、最終的な設計の確定は延期される。米ミサイル防衛庁（USMDA）は、この試験で取得したデータを基に設計の変更を行うと語っている。これにより数年間は配備計画が先延ばしとなる予定であった。
これまでの計画では米ミサイル防衛庁とアメリカ空軍によって2機の試験機が作られたが、アメリカ空軍が計画を引き継ぐ。
なお、エアボーン・レーザー兵器システムとしては、C-130 ハーキュリーズ輸送機に重火器を搭載できるように改造した対地攻撃機であるAC-130ガンシップにAL-1と同じくCOILを搭載し地上目標を攻撃する高度戦術レーザー（Advanced tactical laser; ATL）システムも開発中である。
しかし2011年12月12日、アメリカ国防総省はAL-1をモスボール保存することを決定した。ただし技術開発そのものは継続される。
2016年2月、AL-1は解体された。

## 詳細

### 大陸間弾道ミサイルと戦術弾道ミサイル
大陸間弾道ミサイル（ICBM）より近距離で動きも遅い戦術弾道ミサイル（TBM）への対応を設計の主眼にしながらも、ブースト段階での大陸間弾道ミサイルへの使用も考慮に入れていた。大陸間弾道ミサイルが長距離なためにこの挑戦は、ABLがそこまで届くかどうかは能力の限界であった。対照的に、戦術弾道ミサイルは近距離で発射されるためにABLは敵性空域を飛行することなく、より簡単に迎撃できる。液体燃料型の大陸間弾道ミサイルの中には戦術弾道ミサイルに比べて薄い外板を持つものがあるので、これに損傷を与えるのは容易である。また、大陸間弾道ミサイルのブースト段階はより長いので、追跡して攻撃する時間もそれだけ長く取れる。とはいえ総合すれば、ABLで大陸間弾道ミサイルに対処するのは効果が低いといえる。
アメリカ物理学会の国家ミサイル防衛（National Missile Defense、NMD）に関する2003年のレポートによれば、もしもABLが最大600km遠方の液体燃料型大陸間弾道ミサイルの撃墜に成功しても、それはすなわちたった300km先の固体燃料型大陸間弾道ミサイルを有効射程に収めたにすぎず、これではさまざまな状況を考慮すればあまりに短すぎる距離であるとしている。

### 迎撃手順
空中からの迎撃は、いくつものセンサーとレーザーによる何段階ものステップを踏んで行なわれる。
ABLシステムは最初にミサイルを発見するのに6個の赤外線センサーを用いて、360度全周を捜索・監視する。敵ミサイルのロケット・エンジンが放つブーストの赤外線を発見後は、低出力な波長10.6μの炭酸ガス・レーザーである測距レーザー（Active Ranging System, ARS）で距離を測りながら赤外線センサーとともに目標ミサイルの3次元位置を特定する。これらの情報に基づき、波長1.03μでキロワット級のYAGレーザーである2基の追尾照射レーザー（Tracking Illuminator Laser, TILL）が目標を追跡する。1基目のTILLで目標ミサイルの先端部を追尾し続け、同時に2基目のTILLで目標ミサイルの中央燃料タンク付近を追尾する。
大気の乱流を波長1.06μのYAGレーザーである低出力のキロワット級のビーコン照射レーザー（Beacon Illuminator Laser, BILL）を使って計測する。大気の乱流は光線をねじ曲げるため、補正するためのABL補償光学システムを使う。
その後いよいよ、機首のターレットから主レーザーであるCOIL（下記参照）のレーザーが2基目のTILLの示す目標箇所に正確に3～5秒間連続的に照射される。計画通りであれば目標のミサイルの燃料タンクは加熱された事によって破壊され、漏洩した燃料が爆発的に燃焼し、目標ミサイルは発射地点付近の空中で破壊される。ABLは戦術弾道ミサイルを中間段階や落下段階で迎撃するようには設計されていない。そのため、ABLは発射地点から数百km以内にいなくてはならない。

### 補給

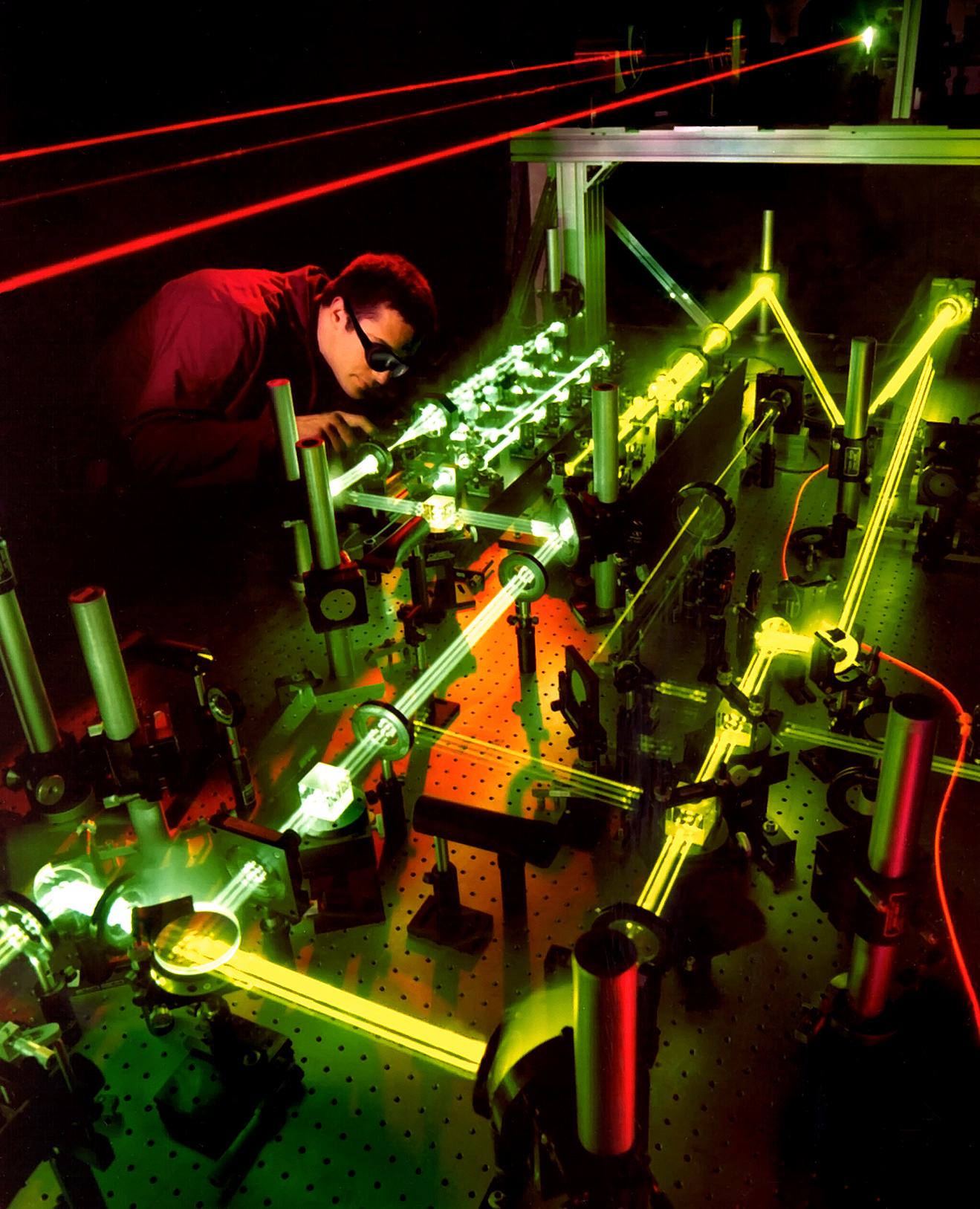
技術者がABLに使用する複数のレーザー同士の相互作用を評価している

ABLは高出力レーザーを生み出すのに、ロケット推進剤に似た化学燃料を使用する。現在の計画では約20発分のレーザー燃料で十分だとされているが、もし無効化するのに長い照射時間が必要な大陸間弾道ミサイルのような困難な目標が現れた時に、再補給までに撃てる数は減る。近距離戦術弾道ミサイルのようなそれほど難しくない目標では長い照射時間は必要ないので、再補給までに40発程は撃てると予想されている。
ABLは基地に戻って着陸し再補給を受けなければならない。初期の作戦計画ではABLは戦闘機と電子戦機に護衛されることになっていた。ABLは予想される発射地点の近くを8の字を描いて長時間飛行し、迎撃目標を待つことになる。8の字飛行は航空機が目標地点から遠ざかるのを防いでできるだけ長く目標地点を捉えることになる。
航空機は空中給油を受けることで長時間空中に留まることができる。非敵性地域に留まったままで敵性地域のミサイルを迎撃することが目標である。

### 弾道ミサイル以外の攻撃目標
ABLは敵航空機や巡航ミサイル、低軌道衛星への攻撃にも使用される。これらは本来意図していた目標ではないのでその攻撃能力は未知数である。ABLの赤外線目標捕捉システムは戦術弾道ミサイル上昇時に放つ明るい高温の排気を検出するよう設計されている。衛星と航空機では、しるしとなる熱が低いため検出は困難な可能性がある。『憂慮する科学者同盟』 (The Union of Concerned Scientists)による分析で低軌道衛星に対するABLの使用の可能性に関して論じている。
地上目標への使用はありえない。地上目標の捕捉と追跡の困難さを除いても、下方へ発射されたビームは濃密な大気層によって著しく弱められる。また多くの地上目標物は脆弱では無いので、メガワット・レーザーでは十分な障害を与えられない。

### COIL
本システムの中心は、直立したSUV車ぐらいの大きさのモジュールを6個結合して構成されたCOIL(酸素ヨウ素化学レーザー、Chemical oxygen iodine laser)である。各モジュールは6,500ポンド(2,948kg)ほどの重量がある。機首のターレットからの発射時には、米国の一般的な家庭で1時間で消費する以上の力と同等のエネルギーを、レーザーが5秒間に生み出す。
この酸素ヨウ素化学レーザーでは化学励起反応が用いられる。水酸化カリウム(KOH)と過酸化水素(H2O2)、塩素ガス(Cl2)を反応させて準安定状態の酸素(O2)が生成され、反応室内でヨウ素ガス(I2)が加えられてヨウ素原子を励起状態にした上で超音速ノズルから噴出する。ヨウ素ガスは断熱膨張によって瞬時に-145℃にまで温度低下することで強力なレーザー光を放射する。
反応によって大量のハロゲン化合物が成層圏に放出される。発生するハロゲン化合物はフロンガスの比ではなく、オゾン層への悪影響が懸念される。
また水酸化カリウムと過酸化水素は非常に反応性が高い危険な薬品であり、扱いが難しいという問題もある。

## 開発

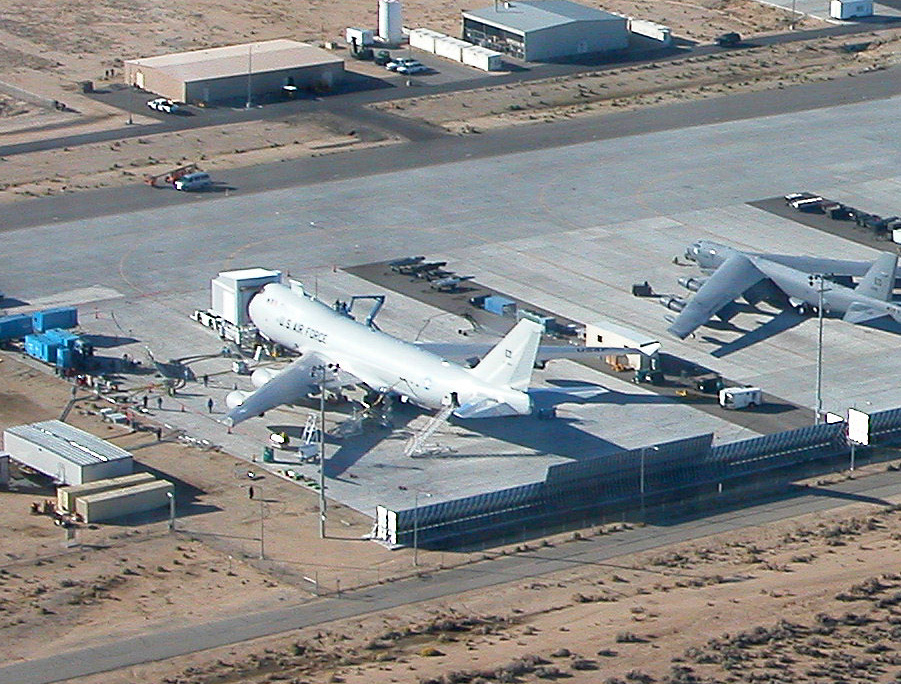
2004年11月 エドワーズ空軍基地で改修が進むYAL-1

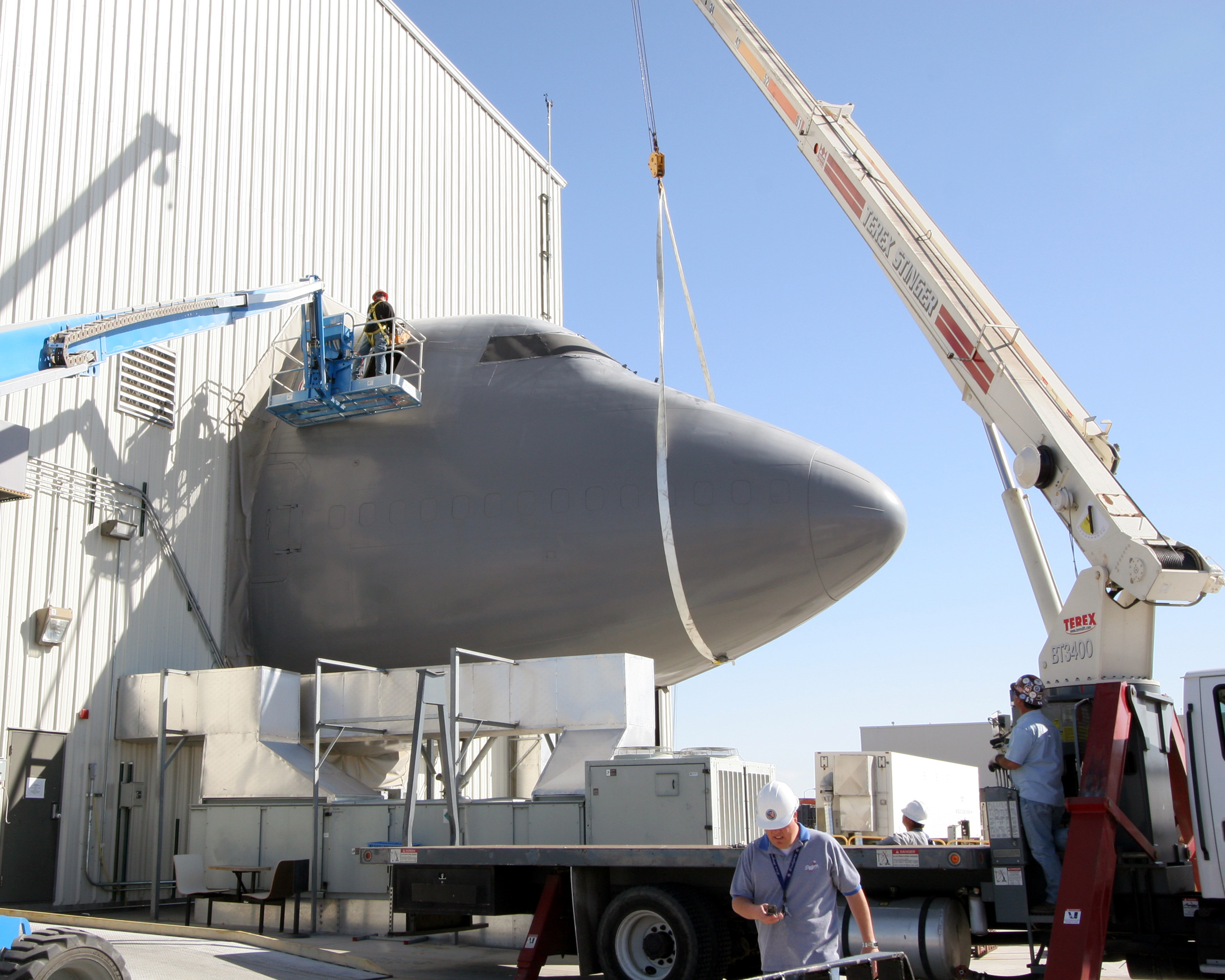
契約社チームはビルク・フライトテストセンターのシステム・インテグレーション・ラボのボーイング747の胴体を分解した。ABLの気候と温度に敏感な部品のために、SILはハードウェア担当と取り付け台担当に改編される。

本計画は空軍によって、ボーイングABLチームに対して製品規定リスク最小化契約を与えて1996年に始められた。
本計画は2001年に米ミサイル防衛庁へと移管されると同時に購入計画に変更された。
システムの開発は契約社チームによって実施されている。ボーイング統合防衛システム社（Boeing Integrated Defense Systems）は機体と運営チームとシステムの統合を担当する。ノースロップ・グラマン社はCOILを、ロッキード・マーティン社は機首ターレット部と火器管制システムをそれぞれ担当する。
2001年には米空軍が元エア・インディアの廃棄され放棄されたボーイング747-200を入手して、翼の無い機体をモハーヴェ空港から、エドワーズ空軍基地内のビルク・フライトテストセンター（Birk Flight Test Center）内にあるシステム・インテグレーション・ラボラトリー（System Integration Laboratory; SIL）の建物内に運び入れた。
SILは使用される高度を模した環境下で試験を行なうための施設を仮設し、計画のこの段階では、レーザーは50回以上使用され、発生したレーザー光線は実戦での作戦可能相当の持続を達成した。
これらの試験でシステムは、実機への搭載認定を受けた。続く試験の完了によって研究チームは解散し、747-200の機体は撤去された。
2002年にはボーイングは747-400Fの初期改造を終え、2002年7月18日にボーイング社のカンザス州ウィチタの施設から初飛行を行った。2004年にはCOILの地上発射試験を成功裏に終えた。YAL-1はエドワーズの第417試験飛行中隊ABL合同試験部隊（417th Flight Test Squadron Airborne Laser Combined Test Force）に引き渡された。
システムにはCOILとともに目標追跡のための2kW級の標的照射レーザーが含まれる。2007年3月15日にYAL-1は飛行中のレーザー照射による標的へ命中に成功した。胴体に「電光掲示板」標的が取り付けられた試験機のボーイング NC-135E「ビッグクロウ」（Big Crow）がその標的であった。この試験結果によってシステムが、大気の揺らぎを計測・補正し正確に攻撃目標を捕捉できることが実証された。
2007年末には6基のCOILがYAL-1Aに搭載され、2008年5月28日に地上発射実験に成功した。2008年末から実際に飛行中でのCOILによる迎撃試験が実施される予定である。

### 今後
次の段階は、COILの代わりの代理高エネルギー・レーザー（Surrogate high-energy laser、SHEL）を含めた試験計画へと進み、ただレーザーで標的を照射するだけでなく本物の兵器級レーザーにより攻撃を演じるデモを行なう。
2009年4月6日、ゲーツ国防長官が発表した2010年度の国防予算見直し計画でミサイル防衛予算の14億ドル削減の中にエアボーンレーザー搭載試作機の2機目の調達の中止が含まれた。現行試作機での研究開発を続行するとしている。2010年2月14日には国防総省は迎撃実験に成功したことを発表している。
しかし2011年12月12日、国防総省はAL-1をモスボール保存することを決定した。ただし技術開発そのものは継続される。